# Ryan Gosling
Ryan Thomas Gosling (London, 12 novembre 1980) è un attore, produttore cinematografico, cantante e musicista canadese.
Ha iniziato la sua carriera da bambino, prima come membro del Mickey Mouse Club poi come interprete di serie televisive, tra cui Young Hercules. Ha debuttato sul grande schermo nel 2000 facendosi conoscere grazie ai film Il sapore della vittoria - Uniti si vince, Formula per un delitto e The Believer, ottenendo il successo internazionale grazie al film romantico Le pagine della nostra vita. Nel 2006 riceve le lodi dalla critica sua interpretazione in Half Nelson, per il quale è stato candidato al Premio Oscar al miglior attore. I suoi successivi ruoli includono la commedia Lars e una ragazza tutta sua, il dramma Blue Valentine, la commedia Crazy, Stupid, Love, il dramma politico Le idi di marzo, il thriller Drive e Come un tuono. Nel 2014 debutta alla regia con il film Lost River mentre nel 2017 è il protagonista di Blade Runner 2049 diretto da Denis Villeneuve.
Per la sua interpretazione nel film musicale La La Land si è aggiudicato il suo primo Golden Globe e ha ricevuto la sua seconda candidatura agli Oscar come miglior attore protagonista. Nel 2023 ha interpretato il ruolo di Ken nel film Barbie, per il quale ha ricevuto la sua terza candidatura per l'Oscar al miglior attore non protagonista.
Gosling è anche un musicista, avendo fondato il duo musicale indie rock Dead Man's Bones, ed è un attivista che si batte per varie cause umanitarie.

## Biografia
Ryan Gosling è nato in Ontario, a London, ma è cresciuto a Cornwall, figlio di Donna, una segretaria, e Thomas Gosling, operaio in una cartiera. Venne ritirato dalla scuola elementare che frequentava a causa delle difficoltà che aveva negli studi, ma soprattutto perché bullizzato dai compagni. Fu dunque educato a casa dalla madre. Ha effettuato gli studi alla Cornwall Collegiate and Vocational High School, in seguito la famiglia Gosling si trasferisce a Burlington e Gosling studia presso la Lester B. Pearson High School.
I genitori sono entrambi mormoni, ma, da loro lasciato libero di scegliere, lui non è cresciuto particolarmente devoto a questo credo. I genitori divorziarono quando lui aveva 13 anni. Iniziò a esibirsi in giovane età in spettacoli amatoriali, in compagnia della sorella maggiore Mandi.

### Vita privata
Gosling vive tra Toronto e Los Angeles.
Dal 2005 al 2007 ha avuto una relazione con Rachel McAdams, co-protagonista nel film Le pagine della nostra vita.
Dal settembre del 2011 ha una relazione con l'attrice e modella Eva Mendes, conosciuta sul set di Come un tuono. La coppia ha due figlie: Esmeralda Amada, nata il 12 settembre 2014, e Amada Lee, nata il 29 aprile 2016.
Nel 2008, Gosling ha sostenuto la campagna presidenziale di Barack Obama. ma successivamente ne prese le distanze in seguito alla guerra in Libia. 

### Attivismo
Gosling ha sempre sostenuto varie cause, e ha lavorato a stretto contatto con John Prendergast, cofondatore dell'Enough Project. Egli è un rappresentante di Hollywood per il Campus Progress National Conference dove ha parlato della situazione del Darfur. Nel dicembre del 2010 ha viaggiato con il cofondatore dell'Enough Project, John Prendergast, e l'analista Fidel Bafilemba nel Congo orientale. Durante la loro visita a Goma e in altre zone della provincia del Kivu Nord, Gosling ha incontrato organizzazioni per la difesa dei diritti umani e i sopravvissuti al violento conflitto in corso. Attraverso la raccolta di materiale video, Gosling intende accendere i riflettori sulle loro storie di coraggio, sopravvivenza e speranza.

## Carriera cinematografica

### Gli inizi

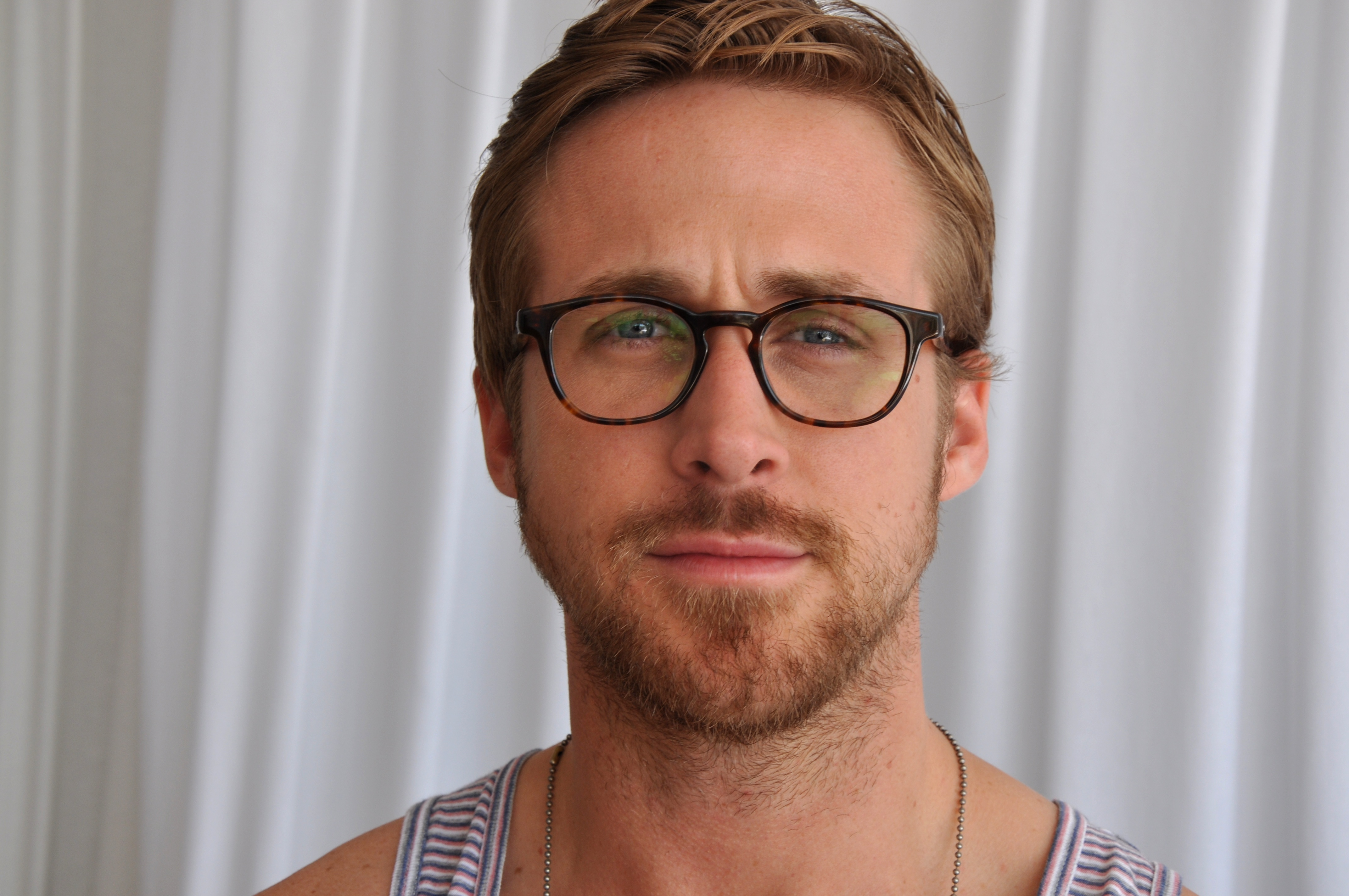
Ryan Gosling nel 2011

Nei primi anni novanta partecipò a dei provini per il Mickey Mouse Club, fu preso e vi lavorò come presentatore, cantante e ballerino dal 1993 al 1995, lavorando al fianco di coetanei che in seguito sarebbero diventate delle star, come Christina Aguilera, Justin Timberlake, Britney Spears e Keri Russell.
Dalla metà degli anni novanta intraprende la carriera di attore in serie TV e film di produzione canadese, tra cui Hai paura del buio?, La strada per Avonlea, Piccoli brividi e molte altre. Dal 1997 al 1998 recita nelle serie televisiva Breaker High. All'età di 17 anni abbandona gli studi e si trasferisce in Nuova Zelanda, dove per due anni lavora nella serie televisiva Young Hercules, che racconta le gesta di un Ercole adolescente alla prese con la sua formazione da guerriero. Dopo il suo esordio cinematografico del 1997, con il film Il mio amico Frankenstein, nel 2000 ottiene il suo primo ruolo importante nel film Il sapore della vittoria - Uniti si vince, dove recita al fianco di Denzel Washington.
La sua popolarità cresce grazie alla sua interpretazione di uno skinhead ebreo nel controverso film The Believer, vincitore del premio della giuria al Sundance Film Festival. Nel 2002 Gosling recita nel film sportivo The Slaughter Rule, presentato al Sundance Film Festival, seguito da Formula per un delitto presentato fuori concorso al Festival di Cannes 2002. Poi è di nuovo al Sundance Film Festival 2003 per Il delitto Fitzgerald, dove ha recitato con Don Cheadle e Kevin Spacey.

### Le pagine della nostra vitaeHalf Nelson
Nel 2004 l'attore interpreta il protagonista maschile nel film Le pagine della nostra vita diretto da Nick Cassavetes, tratto dall'omonimo romanzo di Nicholas Sparks, grazie al quale ottiene successo e popolarità. Il film racconta la storia d'amore fra due giovani statunitensi durante gli anni quaranta.
Nel 2007 Gosling vince il premio come miglior attore agli Independent Spirit Awards per la sua interpretazione in Half Nelson. Per lo stesso ruolo ottiene la sua prima candidatura all'Oscar come attore protagonista. Da quel momento Gosling detiene anche il primato di essere il primo ex membro del cast del Mickey Mouse Club a essere candidato all'Oscar e il primo attore canadese a essere candidato come miglior attore in 62 anni, da quando Alexander Knox fu candidato nel 1944.
Nel dicembre del 2007 ottiene una candidatura al Golden Globe 2008 per l'interpretazione dell'instabile Lars nel film Lars e una ragazza tutta sua di Craig Gillespie. Per lo stesso ruolo viene candidato al Screen Actors Guild Award, al Broadcast Film Critics Association e vince un Satellite Award. Nello stesso anno era stato inizialmente scelto da Peter Jackson per il suo film Amabili resti, ma in seguito fu sostituito da Mark Wahlberg, a causa di divergenze con il regista. Nel 2007 recita al fianco di Anthony Hopkins ne Il caso Thomas Crawford di Gregory Hoblit.

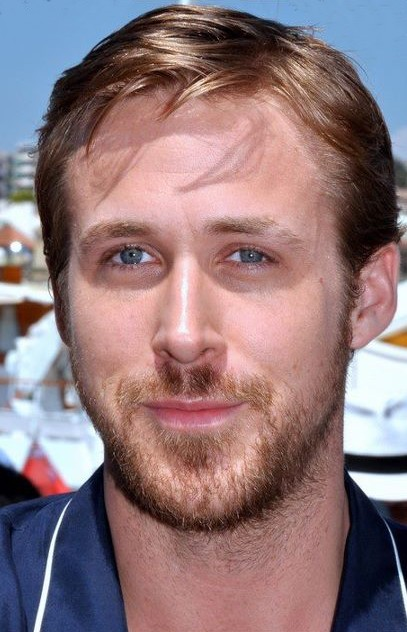
Ryan Gosling al Festival di Cannes 2011

Nel 2009 è co-protagonista al fianco di Michelle Williams nel dramma indipendente Blue Valentine, di Derek Cianfrance. Blue Valentine viene presentato in anteprima al Sundance Film Festival 2010 come uno dei 16 film selezionati tra oltre 1000 candidature per il concorso U.S. Dramatic. Dopo la prima mondiale il viene presentato al Festival di Cannes 2010 nella sezione Un Certain Regard e al Toronto International Film Festival, permettendo sia a Gosling sia alla Williams di ottenere una candidatura ai Golden Globe 2011.
Nel 2010 l'attore è il narratore ReGeneration, un documentario di Phillip Montgomery che esplora il cinismo diffuso nei giovani di oggi e l'apatia della cultura contemporanea verso le cause sociali e politiche.
Nel 2010 è stato inserito nella lista degli uomini dell'anno dalla rivista GQ, come "Contender of the Year".

### Fama internazionale
Nel luglio del 2011 viene distribuito nelle sale statunitensi Crazy, Stupid, Love, commedia romantica in cui recita al fianco di Steve Carell e Julianne Moore. A maggio 2011 viene presentato al Festival di Cannes il film drammatico d'azione Drive, diretto dal regista danese Nicolas Winding Refn, con cui inizia un sodalizio artistico. A settembre 2011 viene presentato in concorso alla 68ª Mostra internazionale d'arte cinematografica di Venezia Le idi di marzo, quarta regia dell'attore George Clooney, di cui Gosling è protagonista al fianco dello stesso Clooney. Per le sue interpretazioni cinematografiche del 2011, Gosling riceve numerose candidature ai premi internazionali, tra cui un Independent Spirit Awards e un Satellite Award per la sua prova in Drive, e una doppia candidatura ai Golden Globe 2012, come interprete drammatico ne Le idi di marzo e come interprete brillante in Crazy, Stupid, Love.
Nel gennaio 2013 viene distribuito nelle sale cinematografiche statunitensi il film poliziesco Gangster Squad, in cui Gosling interpretata il sergente Jerry Wooters della polizia di Los Angeles, impegnato nella cattura del pericoloso criminale Mickey Cohen, interpretato da Sean Penn. Dopo essere stato presentato al Toronto International Film Festival nel settembre 2012, nel marzo 2013 viene distribuito Come un tuono, sua seconda collaborazione con Derek Cianfrance, dopo Blue Valentine. Gosling ha il ruolo principale di Luke, un motociclista che inizia a rapinare banche al fine di mantenere la sua famiglia, del cast fanno parte anche Bradley Cooper, Eva Mendes e Rose Byrne.
Nel 2012 completa le riprese di Solo Dio perdona di Nicolas Winding Refn, da cui era già stato diretto in Drive. Nel film Gosling interpreta l'americano Julien, che assieme al fratello, gestisce un club di thai boxe a Bangkok, quando il fratello viene ucciso, spinto dalla madre, cerca la sua vendetta. Inizialmente per il ruolo fu scelto l'attore Luke Evans, che dovette rinunciare al ruolo per il sovrapporsi delle riprese del film Lo Hobbit - Un viaggio inaspettato e fu rimpiazzato da Gosling. Per prepararsi al ruolo, Gosling ha intrapreso una formazione di muay thai. Il film è stato selezionato per partecipare in concorso al Festival di Cannes 2013.

### Esordio alla regia conLost River, il successo diLa La Lande altri progetti
A inizio 2013 Gosling annuncia il suo esordio alla regia con la pellicola fantasy/noir How to Catch a Monster, basata su una sua sceneggiatura originale. Le riprese sono iniziate a maggio 2013 a Detroit, sotto la produzione dalla Marc Platt Productions assieme alla Phantasma Films, fondata da Gosling nel 2012. Del cast fanno parte Christina Hendricks, Saoirse Ronan, Eva Mendes, Matt Smith e l'australiano Ben Mendelsohn. Il film cambia titolo in Lost River e viene selezionato per partecipare al Festival di Cannes 2014 nella sezione Un Certain Regard. Già nel 2011 Gosling considerò la possibilità di esordire alla regia con il remake di Rock Machine, ma il progetto non si concretizzò e Gosling accantonò l'idea per un conflitto di impegni.

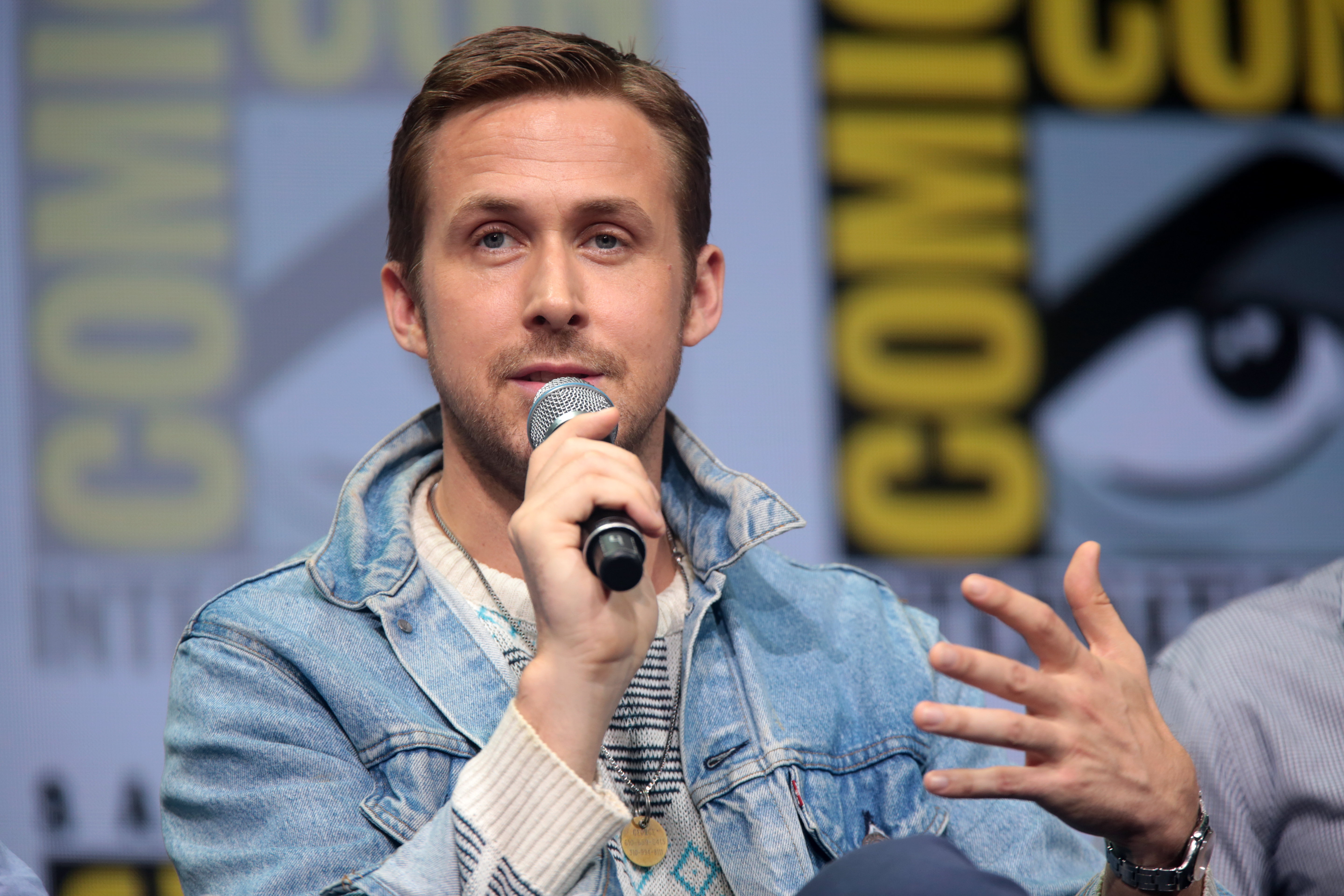
Gosling al San Diego Comic-Con International 2017

Nel 2015 è nel cast del film La grande scommessa, accanto a Christian Bale, Steve Carell e Brad Pitt, quest'ultimo anche produttore della pellicola. Nel 2016 è protagonista, insieme a Russell Crowe, della commedia d'azione The Nice Guys, diretta da Shane Black. Sempre nel 2016, Gosling è protagonista con Emma Stone del musical di Damien Chazelle La La Land, per cui vince il suo primo Golden Globe e ottiene la sua seconda candidatura al premio Oscar come miglior attore protagonista. Dopo il successo di La La Land, il 7 dicembre 2016, assieme alla collega e amica Emma Stone, lascia le impronte delle mani e dei piedi al TCL Chinese Theatre.
Nel 2017 è nel cast della pellicola Song to Song, assieme a Rooney Mara, Christian Bale, Michael Fassbender e Natalie Portman e diretto da Terrence Malick. Le riprese del film si sono svolte nel 2012, ma l'uscita nelle sale è sempre stata posticipata. In passato Gosling e Malick avevano quasi lavorato insieme, quando nel 2004 firmò per il film biografico Che - L'argentino, ma Malick abbandonò il progetto per dirigere The New World - Il nuovo mondo e Gosling per conflitti di programmazione con altri film.
Assieme al produttore Ken Kao, Gosling ha fondato una società di produzione cinematografica e televisiva chiamata Arcana. Tra i primi progetti della società, la produzione di The Favorite del regista greco Yorgos Lanthimos. Nello stesso anno Gosling è protagonista del film Blade Runner 2049, sequel di Blade Runner, diretto da Denis Villeneuve, interpretando l'agente K. L'anno successivo interpreta Neil Armstrong nel film First Man - Il primo uomo, presentato in concorso alla 75ª Mostra internazionale d'arte cinematografica di Venezia.
Nel 2022 recita nel film esclusiva Netflix The Gray Man insieme a Chris Evans e Ana de Armas. Nel 2023 veste i panni della celebre bambola Ken, nella pellicola Barbie diretta da Greta Gerwig, ruolo che gli frutta una candidatura al premio Oscar, ai Golden Globes ed ai SAG Awards per il ruolo di miglior attore non protagonista. Nel 2024 interpreta lo stunt-man Colt Seavers nel film The Fall Guy, diretto da David Leitch.

## Carriera musicale
Gosling fa parte del gruppo musicale indie rock Dead Man's Bones. Il 25 dicembre 2008, i Dead Man's Bones hanno distribuito un video musicale e il download gratuito per il loro brano In The Room Where You Sleep, il 4 aprile 2009, la band ha pubblicato un altro video musicale per la loro canzone Name In Stone, attraverso MySpace e YouTube. L'album eponimo di esordio della band, con il coro di bambini della Silverlake Conservatory of Music, è stato pubblicato il 6 ottobre 2009 sotto l'etichetta ANTI- Records. Nel 2010 hanno distribuito altri due video musicali per i brani Dead Hearts e Pa Pa Power. Gosling e l'altro membro dei Dead Man's Bones, Zach Shields, hanno intrapreso un tour nell'autunno del 2009 in giro per il Nord America.
Gosling ha contribuito alle colonne sonore di alcuni suoi film; ha interpretato un brano per la colonna sonora di Lars e una ragazza tutta sua, ha scritto e interpretato due brani per Blue Valentine e ha interpretato due brani per La La Land; A Lovely Night e City Of Stars, quest'ultima ha vinto il Golden Globe per la migliore canzone originale. Ha inoltre interpretato il brano I'm Just Ken per la colonna sonora di Barbie: il brano ha ottenuto una candidatura al Premio Oscar alla miglior canzone originale ed è stato eseguito dal vivo da Gosling durante la cerimonia degli Oscar 2024.

## Filmografia

### Attore

#### Cinema
- Il mio amico Frankenstein (Frankenstein and Me), regia di Robert Tinnell (1997)
- Il sapore della vittoria (Remember the Titans), regia di Boaz Yakin (2000)
- The Believer, regia di Henry Bean (2001)
- Formula per un delitto (Murder by Numbers), regia di Barbet Schroeder (2002)
- The Slaughter Rule, regia di Alex Smith e Andrew J. Smith (2002)
- Il delitto Fitzgerald (The United States of Leland), regia di Matthew Ryan Hoge (2003)
- Le pagine della nostra vita (The Notebook), regia di Nick Cassavetes (2004)
- Stay - Nel labirinto della mente (Stay), regia di Marc Forster (2006)
- Half Nelson, regia di Ryan Fleck (2006)
- Il caso Thomas Crawford (Fracture), regia di Gregory Hoblit (2007)
- Lars e una ragazza tutta sua (Lars and the Real Girl), regia di Craig Gillespie (2007)
- Love & Secrets (All Good Things), regia di Andrew Jarecki (2010)
- Blue Valentine, regia di Derek Cianfrance (2010)
- Crazy, Stupid, Love, regia di Glenn Ficarra e John Requa (2011)
- Drive, regia di Nicolas Winding Refn (2011)
- Le idi di marzo (The Ides of March), regia di George Clooney (2011)
- Come un tuono (The Place Beyond the Pines), regia di Derek Cianfrance (2012)
- Gangster Squad, regia di Ruben Fleischer (2013)
- Solo Dio perdona (Only God Forgives), regia di Nicolas Winding Refn (2013)
- La grande scommessa (The Big Short), regia di Adam McKay (2015)
- The Nice Guys, regia di Shane Black (2016)
- La La Land, regia di Damien Chazelle (2016)
- Song to Song, regia di Terrence Malick (2017)
- Blade Runner 2049, regia di Denis Villeneuve (2017)
- First Man - Il primo uomo (First Man), regia di Damien Chazelle (2018)
- The Gray Man, regia di Anthony e Joe Russo (2022)
- Barbie, regia di Greta Gerwig (2023)
- The Fall Guy, regia di David Leitch (2024)
- L'ultima missione: Project Hail Mary (Project Hail Mary), regia di Phil Lord e Christopher Miller  (2026)

#### Televisione
- Mickey Mouse Club - show televisivo (1993-1995)
- Hai paura del buio? (Are You Afraid of the Dark?) - serie TV, 5x02 (1995)
- Le avventure di Shirley Holmes (The Adventures of Shirley Holmes) - serie TV, 1x01 (1996)
- Siete pronti? (Ready or Not) - serie TV, 4x05 (1996)
- Tucker e Becca, nemici per la pelle (Flash Forward) - serie TV, 1x11 1x21 (1996)
- Piccoli brividi (Goosebump) - serie TV, 1x15 (1996)
- La strada per Avonlea (Road to Avonlea) - serie TV, 7x09 (1996)
- Kung Fu: la leggenda continua (Kung Fu: The Legend Continues) - serie TV, 4x09 (1996)
- PSI Factor (PSI Factor: Chronicles of the Paranormal) - serie TV, 1x01 (1996)
- Niente è troppo per un cowboy (Nothing Too Good for a Cowboy) - film TV, regia di Kari Skogland (1998)
- Breaker High - serie TV, 44 episodi (1997-1998)
- The Unbelievables - film TV, regia di Ed Solomon (1999)
- Hercules (Hercules: The Legendary Journeys) - serie TV, 5x17 (1999)
- Young Hercules - serie TV, 50 episodi (1998-1999)

### Doppiatore
- My Favorite Shapes by Julio Torres – film TV, regia di Dave McCary (2019)

### Produttore
- Blue Valentine, regia di Derek Cianfrance (2010)
- ReGeneration, regia di Phillip Montgomery (2010) - documentario
- Solo Dio perdona (Only God Forgives), regia di Nicolas Winding Refn (2013)
- White Shadow, regia di Noaz Deshe (2013)
- Lost River, regia di Ryan Gosling (2014)
- The Fall Guy, regia di David Leitch (2024)
- Wolf Man, regia di Leigh Whannell (2025)

### Regista
- Lost River (2014)

### Sceneggiatore
- Lost River, regia di Ryan Gosling (2014)

## Discografia

### Album
- 2009 - Dead Man's Bones (con i Dead Man's Bones)

### EP
- 2023 – Ken The EP

### Singoli
- 2016 – City of Stars (con Emma Stone)
- 2023 – Push
- 2023 – I'm Just Ken

## Riconoscimenti
- Premio Oscar
  - 2007 – Candidatura al migliore attore per Half Nelson
  - 2017 – Candidatura al migliore attore per La La Land
  - 2024 – Candidatura al miglior attore non protagonista per Barbie
- Golden Globe
  - 2008 – Candidatura al miglior attore in un film commedia o musicale per Lars e una ragazza tutta sua
  - 2011 – Candidatura al miglior attore in un film drammatico per Blue Valentine
  - 2012 – Candidatura al migliore attore in un film drammatico per Le idi di marzo
  - 2012 – Candidatura al migliore attore in un film commedia o musicale per Crazy, Stupid, Love
  - 2017 – Miglior attore in un film commedia o musicale per La La Land
  - 2024 – Candidatura al miglior attore non protagonista per Barbie
- Premio BAFTA
  - 2017 – Candidatura al miglior attore protagonista per La La Land
- Screen Actors Guild Award
  - 2007 – Candidatura al miglior attore cinematografico per Half Nelson
  - 2008 – Candidatura al migliore attore cinematografico per Lars e una ragazza tutta sua
  - 2016 – Candidatura al miglior cast cinematografico per La grande scommessa
  - 2017 – Candidatura al miglior attore cinematografico per La La Land
  - 2024 – Candidatura al miglior attore non protagonista per Barbie
  - 2024 – Candidatura al miglior cast cinematografico per Barbie
- Grammy Award
  - 2024 – Candidatura miglior canzone per media Visivi per “Barbie”

## Doppiatori italiani
Nelle versioni in italiano delle opere in cui ha recitato, Ryan Gosling è stato doppiato da:
- Gianfranco Miranda in Love & Secrets, Drive, Come un tuono, Gangster Squad, Solo Dio perdona, La grande scommessa, Blade Runner 2049, The Gray Man, Barbie, The Fall Guy
- Massimiliano Manfredi in The Believer, Le pagine della nostra vita, Il caso Thomas Crawford, Blue Valentine, Le idi di marzo, La La Land, Song to Song, First Man - Il primo uomo
- Francesco Pezzulli in Young Hercules
- Roberto Gammino ne Il sapore della vittoria - Uniti si vince
- Simone Crisari in Formula per un delitto
- Stefano Crescentini ne Il delitto Fitzgerald
- Emiliano Coltorti in Stay - Nel labirinto della mente
- Tony Sansone in Half Nelson
- Loris Loddi in Lars e una ragazza tutta sua
- Francesco Bulckaen in Crazy, Stupid, Love
- Edoardo Stoppacciaro in The Nice Guys